# Віброакустична безпека
Віброакустична безпека (рос. виброакустическая безопасность, англ. vibroacoustic safety, нім. vibroakustische Sicherheit f) – запобігання шкідливому впливу на працюючих вібрації і шуму машин та механізмів. Осн. джерела вібрації і шумів на гірн. підприємствах: відбійні молотки, бурові установки, ручні свердла, гірн. комбайни, транспортні машини, вентилятори загального і місцевого провітрювання, компресорні установки, локомотиви, конвеєри, екскаватори, дробарки, грохоти, повітродувки, відсаджувальні машини та інш. 
У підземних умовах віброакустич. вплив на працюючих посилюється наявністю в гірн. виробках акустично жорстких віддзеркалюючих (відбивних) поверхонь. Це підвищує рівень шуму до 6 дБ. В.б. в гірн. промисловості забезпечується комплексним вирішенням техн., гігієніч., організац. питань: зниженням шуму і вібрації машин в джерелі їх виникнення і на шляху поширення до робочих місць; розробкою засобів індивідуального захисту від шуму і вібрації; встановленням безпечних для людини нормативних рівнів шуму і вібрації (санітарне нормування шуму і вібрації). Витрати на В.б. машин, складають бл. 3% загальної вартості машини; при проведенні аналогічної роботи на готовій машині витрати зростають до 10-15%. 
Засоби індивідуального захисту (навушники, каски тощо) застосовують для глушіння шуму в смузі частот 2000-6000 Гц; вони мають заглушаючу здатність до 40 дБ. Безпечні для людини нормативні рівні шуму і вібрації визначають санітарними нормами. Санітарне нормування шуму проводиться по гранично допустимих рівнях звукового тиску в октавних смугах 63,5-8000 Гц. 